# سيدي يايا كيتا
سيدي يايا كيتا (بالفرنسية: Sidi Keita)‏ (مواليد 20 مارس 1985 في باماكو - مالي) لاعب كرة قدم مالي يلعب حاليا لصالح نادي الدرجة الأولى خيريث الإسباني منذ 2009 في مركز الوسط المدافع . .

## روابط خارجية
- سيدي يايا كيتا على موقع الاتحاد الدولي (مؤرشف)  (الإنجليزية)
- سيدي يايا كيتا على موقع رابطة كرة القدم الفرنسية للمحترفين (الإنجليزية)
- سيدي يايا كيتا على موقع قاعدة بيانات كرة القدم.إي يو (الإنجليزية)
- سيدي يايا كيتا على موقع ليكيب (الفرنسية)
- سيدي يايا كيتا على موقع ناشيونال فوتبول تيمز (الإنجليزية)
- سيدي يايا كيتا على موقع Soccerway.com (الإنجليزية)
- سيدي يايا كيتا على موقع كووورة
- سيدي يايا كيتا على موقع AS.com (الإسبانية)